# Jacek Siebel

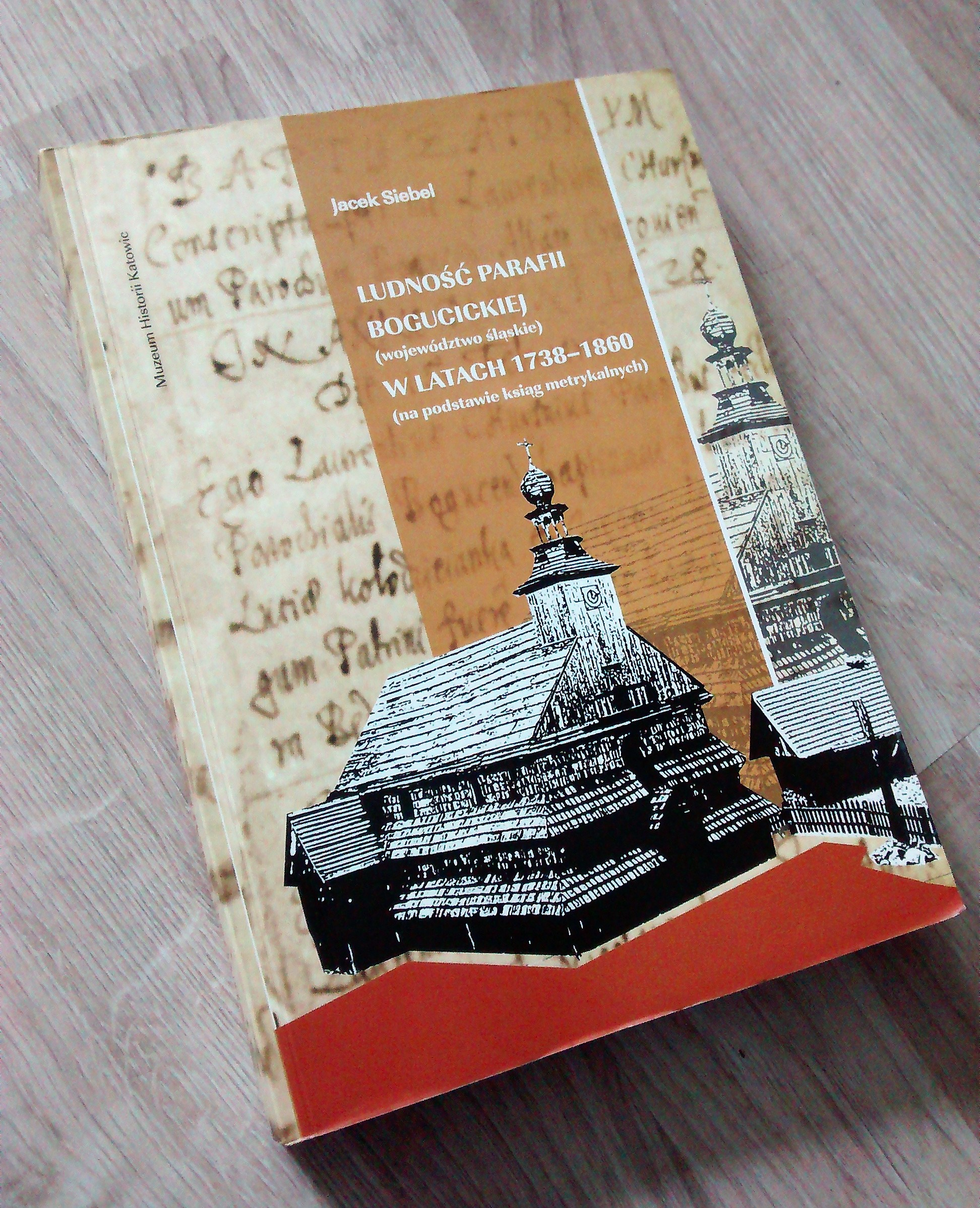
Publikacja pt. Ludność parafii bogucickiej (woj. śląskie) w latach 1738-1860 (na podstawie ksiąg metrykalnych), wydana przez Muzeum Historii Katowic w 2012

Jacek Wojciech Siebel (ur. 23 kwietnia 1970 w Mikołowie) – polski historyk, doktor nauk humanistycznych, specjalizuje się głównie w historii Górnego Śląska i Katowic. Od 2013 dyrektor Muzeum Historii Katowic.

## Życiorys
Ukończył studia historyczne na Wydziale Nauk Społecznych Uniwersytetu Śląskiego, następnie Podyplomowe Studium Muzealnicze przy Wydziale Historycznym Uniwersytetu Warszawskiego oraz studia podyplomowe na kierunku menadżer kultury w Akademii Ekonomicznej w Katowicach. W latach 1998–2011 kierownik Działu Historii w Muzeum Historii Katowic, 2011–2013 - zastępca dyrektora Muzeum Górnictwa Węglowego w Zabrzu. W 2012 koordynator projektu "Inny Śląsk. Inna rzeczywistość". Od 2013 członek zespołu ds. wykorzystania i promocji dziedzictwa industrialnego województwa śląskiego. Od 2013 dyrektor Muzeum Historii Katowic.
Członek rady muzealnej: Muzeum Miejskiego w Tychach (przewodniczący od 2013), w Muzeum  „Górnośląskim Parku Etnograficznym” w Chorzowie (przewodniczący od 2015), Muzeum Miejskiego im. M. Chroboka w Rudzie Śląskiej (od 2015), Śląskiego Centrum Dziedzictwa Kulturowego w Katowicach (2015–2016), Muzeum w Tarnowskich Górach (od 2017). Od marca 2017 członek rady programowej Regionalnego Instytutu Kultury w Katowicach, od kwietnia 2017 do kwietnia 2021 – rady Muzeum w Chorzowie. Przewodniczący rady muzeum przy Muzeum Zagłębia w Będzinie w I kadencji (2018–2022) oraz II kadencji (2022–2026).
Powołany przez prezesa IPN Jarosława Szarka 15 lutego 2017 na członka Komitetu Ochrony Pamięci Walk i Męczeństwa przy Oddziale Instytutu Pamięci Narodowej – Komisji Ścigania Zbrodni przeciwko Narodowi Polskiemu w Katowicach.
Autor książek historycznych i artykułów, dotyczących głównie historii Katowic oraz kurator wystaw muzealnych.
Odznaczony brązowym medalem „Za zasługi dla pożarnictwa” (2013) i srebrną odznaką „Za Zasługi dla Województwa Śląskiego” (14 grudnia 2016). W 2015 otrzymał honorowy tytuł Amicus Silesiae – Przyjaciel Śląska, przyznawany przez zarząd Górnośląskiego Towarzystwa Literackiego (nagrodę wręczono 25 listopada 2015 w gmachu Biblioteki Śląskiej). W 2018 uhonorowany Złotym Laurem Umiejętności i Kompetencji za 2017 rok. We wrześniu 2023 uhonorowany odznaczeniem „100-lecia Policji Województwa Śląskiego” przez Ogólnopolskie Stowarzyszenie „Rodzina Policyjna 1939 r.”.

## Publikacje zwarte
- Kościół świętego Michała Archanioła w Katowicach, Katowice 1998, drugie wydanie 2015
- Dzieje Ornontowic, Ornontowice 1999 (współautorstwo)
- Kościół pod wezwaniem Matki Boskiej Częstochowskiej w Podlesiu, Katowice 2001
- Zawodowa Straż Pożarna w Katowicach 1903–2003, Katowice 2003
- Z dziejów Katowic. Przewodnik po wystawie, (współautorstwo), Katowice 2005
- Stanisław Ligoń 1879–1954, Katowice 2006
- 40 lat Uniwersytetu Śląskiego. Szkic z dziejów. Przewodnik po wystawie, Katowice 2008
- Z dziejów Bogucic, Katowice 2011 (współautorstwo);
- Ludność parafii bogucickiej (woj. śląskie) w latach 1738–1860 (na podstawie ksiąg metrykalnych), Katowice 2012
- Ochotnicza Staż Pożarna w Katowicach-Podlesiu (1913–2013), Katowice 2013

## Wystawy
- Pocztówka z Katowic (2000)
- Zawodowa Straż Pożarna w Katowicach 1903-2003 (2003)
- Z dziejów Katowic (2005)
- 40 lat Uniwersytetu Śląskiego. Szkic z dziejów (2008).